# Wyższe Seminarium Duchowne w Przemyślu
Wyższe Seminarium Duchowne w Przemyślu – katolicka uczelnia wyższa archidiecezji przemyskiej.

## Historia
W 1561 roku uchwałą prowincjonalnego synodu polskiego polecono, aby biskupi zakładali seminaria duchowne w swych diecezjach. 15 lipca 1563 roku biskupi zgromadzeni na XXIII sesji Soboru Trydenckiego podjęli uchwałę o zakładaniu diecezjalnych seminariów diecezjalnych w całym kościele katolickim. W diecezji przemyskiej brakowało kapłanów, dlatego w 1596 roku bp Wawrzyniec Goślicki interweniował na Sejmie Warszawskim, dlatego na jego prośbę i za zgodą sejmu i senatu, król Zygmunt III Waza wcielił probostwo w Lubaczowie do dóbr biskupich w Przemyślu. Z dochodów z tego probostwa zamierzał biskup założyć i utrzymywać seminarium. Kolejni biskupi: bp Stanisław Sieciński, bp Jan Wężyk, bp Achacy Grochowski, bp Adam Nadworski, bp Henryk Firlej, bp Andrzej Szołdrski, bp Piotr Gembicki, bp Aleksander Trzebieński, bp Paweł Piasecki, bp Jan Zamojski i bp Andrzej Trzebicki z powodu krótkich rządów nie zdołali zrealizować tego zamiaru. Dopiero bp Stanisław Sarnowski poczynił poważne przygotowania w celu założenia seminarium, ale został przeniesiony do Włocławka. Bp Jan Stanisław Zbąski doprowadził do erekcji seminarium, a kierownictwo powierzył księżom misjonarzom Wincentego a Paulo, którzy kierowali większością seminariów w Polsce. Na uposażenie kierowników przeznaczono probostwo Samborskie. W 1685 roku decyzją sejmu dokonano inkorporacji probostwa samborskiego do seminarium, dlatego prefekt seminarium był również prepozytem Samborskim. W 1680 roku biskup złożył projekt erekcji seminarium kapitule katedralnej. 26 czerwca 1684 roku kapituła katedralna wyraziła zgodę na erekcję seminarium. Pierwszymi prepozytami i prefektami byli ks. Jan de Malet Fondelin i ks. Jan Antoni Fabri (1686–1687), ale kapituła katedralna zwlekała z decyzją o erekcji seminarium.
Seminarium zostało erygowane 6 lutego 1687 roku przez biskupa Jana Stanisława Zbąskiego. W 1688 roku został wybudowany piętrowy budynek seminaryjny. 4 maja 1689 roku sufragan bp Jan Dębski położył kamień węgielny pod budowę kaplicy seminaryjnej pw. św. Karola Boromeusza, którą poświęcił ją w 1696 roku rektor ks. Jan Treter. W latach 1724–1734 bp Aleksander Antoni Fredro rozpoczął budowę drugiego piętra, a ukończył w latach 1742–1659 bp Wacław Hieronim Sierakowski.
Dekretem reformacyjnym z 3 maja 1744 roku bp Wacław Hieronim Sierakowski, nakazał 2-letni czas nauki, a w 1760 roku utworzył drugie seminarium w Brzozowie, również powierzone księżom misjonarzom. Od 1776 roku władze austriackie rozpoczęły wydawać państwowe przepisy regulujące jakość studiów i określające warunki święceń, mające na celu uzyskanie wysokiego poziomu wykształcenia duchownego. W 1782 roku rząd austriacki skasował księży misjonarzy, a także zarządzono 4-letnie studia teologiczne. Na mocy dekretu cesarskiego z 30 marca 1783 roku zniesione zostały seminaria diecezjalne w Przemyślu, Brzozowie i Zamościu. 1 listopada 1783 roku zostało utworzone Seminarium Generalnego we Lwowie, a warunkiem przyjęcia było odbycie studiów humanistycznych (szkoła średnia) oraz studiów filozoficznych.
20 maja 1790 roku dekretem cesarza Leopolda II, zezwolono na ponowne otwarcie seminariów diecezjalnych, ale z powodu braku możliwości otwarcia Seminarium Diecezjalnego w Przemyślu, alumni nadal korzystali z Seminarium Generalnego we Lwowie do 1819 roku. Staraniem biskupa Antoniego Gołaszewskiego po skompletowaniu kadry profesorskiej, 4 listopada 1819 roku otwarto w Przemyślu 2-letnie Studium Filozoficzne, a 25 listopada 1819 roku reaktywowano Seminarium Duchowne z równoczesnym otwarciem 4-letniego Studium Teologicznego. Dekretem cesarza Franciszka Józefa I z 25 kwietnia 1850 roku uchylono ustawy Józefińskie, a po konkordacie austriackim z 1855 roku seminaria duchowne i instytuty teologiczne zostały całkowicie podporządkowane władzy biskupów. W 1856 roku konferencji episkopatu austriackiego ustalono szczegółowy program studiów teologicznych.
W 1843 roku przystąpiono do remontu i przebudowy budynku seminaryjnego oraz dalszej rozbudowy, którą ukończono w 1846 roku. W latach 1897–1899 z pomocą funduszu religijnego z Ministerstwa Kultury dobudowano trzy skrzydła budynku seminaryjnego. W latach 1909–1911 dokonano kolejnej rozbudowy z dotacji Ministerstwa Skarbu.
W latach 1914–1915 seminarium zamknięto, a budynek zamieniono na szpital wojskowy. Budynek został zdewastowany, a wyposażenie, kaplica i biblioteka zostały rozgrabione. Podczas II wojny światowej bp Franciszek Barda przeniósł seminarium do willi „Anatolówka” w Brzozowie, które w 1946 roku powróciło do Przemyśla. Z powodu znacznego wzrostu powołań konieczna stała się dalsza rozbudowa i w 1984 roku rozpoczęto budowę gmachu dydaktycznego, który w 1988 roku poświęcił bp Ignacy Tokarczuk w 300-lecie istnienia seminarium.

## Rektorzy
Rektorzy seminarium w Przemyślu.
1686–1687. ks. Jan Antoni Fabri.
1687–1692. ks. Franciszek Delpacy.
1692. ks. Jan Paweł Grylewicz.
1692–1694. ks. Krzysztof Anut.
1694–1699. ks. Jan Franciszek Treter.
1699–1707. ks. Szymon Zakrzewicz.
1707–1710. ks. Bartłomiej Słupczyński.
1710–1718. ks. Michał Maciej Walther.
1718–1728. ks. Kazimierz Kochanowski.
1728–1731. ks. Maciej Tadeusz Olszyński.
1731–1744. ks. Kazimierz Kochanowski.
1744. ks. Jan Stanisław Józef Więckowski.
1744–1747. ks. Jakub Cymmerman vel Zimmerman.
1747–1750. ks. Kichał Kuhn.
1750–1761. ks. Jakub Cymmerman vel Zimmerman.
1761–1769. ks. Daniel Bogdanowicz.
1769–1777. ks. Jan Galiński.
1777– ?. ks. Jan Stanisław Błoniszewski.
 ?–1783. ks. Franciszek Borucki.
1819–1835. ks. Franciszek Fajgiel.
1835–1840. ks. Stanisław Czajkowski.
1840– ?. ks. Andrzej Tomiczek.
 ? – ?. ks. Michał Kirchenberger.
 ? –1860. ks. Franciszek Ksawery Pawłowski
1860–1895. ks. Marcin Skwierczyński.
1895–1923. ks. inf. Teofil Łękawski.
1923–1924. ks. dr Józef Stachyrak.
1924–1928. ks. dr prof. Stefan Momidłowski.
1928–1934. ks. dr Jan Balicki (błogosławiony).
1934–1944. ks. dr Jan Grochowski.
1944–1953. ks. inf. dr Michał Jastrzębski.
1953–1957. ks. dr Stanisław Jakiel (p.o.).
1957–1972. ks. inf. dr Michał Jastrzębski.
1972–1976. ks. dr hab. Stanisław Potocki.
1976–1986. ks. bp dr Stefan Moskwa.
1986–1991. ks. inf. dr Stanisław Zygarowicz.
1991–1996. ks. dr hab. Stanisław Haręzga.
1996–2001. ks. dr Adam Szal.
2001–2007. ks. dr Marian Rojek.
2007–2017. ks. prof. dr hab. Dariusz Dziadosz.
2017– nadal ks. dr Konrad Dyrda.
Rektorzy seminarium w Brzozowie (1763–1783).
1763–1769. ks. Jakub Gierkowicz.
1769–1774. ks. Daniel Bogdanowicz.
1774– ?. ks. Antoni Staniszewski.
1777?–1780. ks. Michał Domaradzki.
1780–1783. ks. Wawrzyniec Krzemkowski.

## Władze seminarium
- rektor – ks. dr Konrad Dyrda
- dyrektor administracyjny – ks. mgr lic. Waldemar Murdzek
- ojciec duchowny – ks. mgr lic. Łukasz Haduch
- ojciec duchowny – ks. dr Mariusz Woźny
- prefekt – ks. dr Maciej Dżugan
- prefekt - ks. mgr Kamil Szpilka

## Absolwenci
Seminarium to ukończyło wielu kapłanów. Należą do nich również święci i błogosławieni oraz słudzy Boży:
- św. Józef Sebastian Pelczar – biskup;
- bł. Jan Balicki – prezbiter;
- bł. Bronisław Markiewicz – prezbiter, założyciel Zgromadzenia Świętego Michała Archanioła (księży michalitów);
- bł. Władysław Findysz – prezbiter i męczennik;
- bł. Władysław Błądziński – michalita, prezbiter i męczennik;
- bł. Krystyn Gondek – franciszkanin, prezbiter i męczennik;
- Sługa Boży Stanisław Kołodziej – prezbiter i męczennik.